# Knut Åkerberg (konstnär)
Knut Johan Efraim Åkerberg, född 8 februari 1868 i Stockholm, död 15 april 1955 i Gränna, var en svensk  tandläkare, skulptör och målare.
Han var son till grosshandlaren Johan Erik Åkerberg och Sofia Carolina Wallenstråle och från 1898 gift med konstnären Werna Ayer samt bror till musikern Erik Åkerberg. Han utbildade sig först till tandläkare men hans intresse för konst var starkare och han  bestämde sig för att byta yrke. Han studerade skulptur för Henri Chapu vid École des Beaux-Arts i Paris 1890–1892. Under sin tid i Paris kom han i kontakt med Ivan Aguéli som kom att betyda mycket för Åkerbergs konstuppfattning. Efter hemkomsten etablerade sig  Åkerberg som fri konstnär och inreder en ateljé på Artillerigatan som under de kommande åren kom att bli ett livligt frekventerat tillhåll för Stockholms artistbohemer. Centralfiguren var Aguéli men även Olof Sager-Nelson vistades mycket i ateljén. Mycket av Per Hallströms skönlitterära skildringar har sin utgångspunkt från olika händelser vid ateljén. Omkring 1895 stängdes ateljén och Åkerberg reste till Amerika för att där försöka slå sig fram som konstnär. Men livet visade sig bli hårt och vid sidan av sitt konstskapande tvingades han för sitt livsuppehälle långa perioder arbeta med tungt kroppsarbete. Dessemellan fick han anställning vid olika konstskolor i Mellanvästern och Sydstaterna. Han återvänder till Sverige runt sekelskiftet 1900 och studerade då för Anders Zorn och Richard Bergh vid Konstnärsförbundets skola i Stockholm. Därefter reste han till Florens på en kombinerad studie- och arbetsresa. I Florens uppmärksammades han av Adolf von Hildebrand som förmedlade en rad offentliga uppdrag till honom. 1915 bosatte han sig i München där han med professors titel fick assistera Hildebrand i undervisningen vid konstakademien och Hildebrands skulpturala åtaganden. När Hildebrand avled 1921 flyttade Åkerberg först till Locarno i Schweiz och från 1927 i Florens men i samband med andra världskrigets utbrott återvände han till Sverige. Bland hans offentliga arbeten märks en marmorstaty av Ludvig I av Bayern i universitetsbyggnaden, en prinsessarkofag i kapellet i Mühltal och en porträttrelief av Per Hallström som är monterad på Hallströms gravvård. 